# Etty Gingold
Etty Gingold (geborene Stein-Haller; * 11. Februar 1913 in Czernowitz, Österreich-Ungarn; † 3. Juni 2001 in Frankfurt am Main) war eine rumänische Widerstandskämpferin gegen den Nationalsozialismus und Kämpferin in der Résistance.

## Leben
Etty Stein-Haller stammte aus der Familie eines sehr religiösen jüdischen Gutsverwalters. Sie hatte zwei Geschwister. Nach dem Besuch der Volksschule erwarb sie auf dem Czernowitzer Gymnasium das Abitur. 1933 ging sie mit 21 Jahren zum Studium der Romanistik zu Verwandten nach Paris, wo sie zunächst eine Sprachschule besuchte. Sie hatte Kontakt zu anderen deutschen Emigranten. 1936 gründete sie mit weiteren emigrierten jungen Leuten, die zu den Familien von Hitlergegnern gehörten, die Gruppe Jeunesse Libre Allemande („Freie Deutsche Jugend“), die sich aus rassistisch, religiös oder politisch verfolgten Jugendlichen unterschiedlicher politischer Prägung zusammensetzte. Etty arbeitete in der kommunistischen Gruppe mit und beteiligte sich an den Aktionen der Französischen Kommunistischen Partei. 1936 lernte sie ihren künftigen Ehemann Peter Gingold kennen, mit dem sie später am Boulevard St. Martin Nr. 11 eine gemeinsame Wohnung bezog. Nach Ausbruch des Krieges und dem Verbot der Kommunistischen Partei Frankreichs wurde Peter Gingold interniert. Zu diesem Zeitpunkt war sie schwanger. Am 5. Juni 1940 wurde ihre Tochter Alice geboren, die sie aufgrund der Deportationen vorübergehend weggeben musste. Sie selbst lebte illegal unter einem anderen Namen mit ihrer Tochter und zwei Kindern einer deportierten Schwester ihres Mannes. Sie unterstützte die Résistance.  Sie war als Kurierin für die „Bewegung für Internationale Öffnung“ (M.O.I.) tätig. In ihrer Wohnung wurden Flugblätter und Schriften der Résistance gedruckt, die sie auch verteilte. Sie beteiligte sich auch an der Herausgabe einer Zeitung „Volk und Vaterland“. Als die Situation immer schwieriger wurde, brachte sie bei einer Bauernfamilie in der Champagne die Kinder unter, die sie erst nach Kriegsende wieder abholen konnte.
Nach Ende des Zweiten Weltkrieges ging Etty Gingold zusammen mit ihrem Mann Peter 1946 in dessen deutsche Heimat. Sie selbst wäre lieber in Frankreich geblieben, denn sie kannte Deutschland ja überhaupt nicht. Ihr Ehemann als ein von den NS-Behörden als „Staatenloser“ diskriminierter Deutscher hatte es besonders schwer, sich unter den neuen Verhältnissen zu behaupten. In Frankfurt engagierte sie sich zusammen mit Ehemann Peter Gingold beim Kampf gegen die Wiederbewaffnung der Bundesrepublik. 
Ihre Tochter Silvia erhielt aufgrund des Radikalenerlasses als Mitglied der von den Behörden als verfassungsfeindlich eingestuften DKP keine Anstellung als Beamtin in Hessen.
In den 1980er Jahren setzte sie sich für den Krefelder Appell gegen den NATO-Doppelbeschluss ein.
Im November 2009 organisierte die Vereinigung der Verfolgten des Naziregimes (VVN) anlässlich der Frankfurter Buchmesse bei Anwesenheit von Tochter Silvia Gingold eine Buchlesung zu den autobiografischen Aufzeichnungen von Peter und Etty Gingold.

## Ehrungen
- 1991 wurde sie mit der Johanna-Kirchner-Medaille der Stadt Frankfurt am Main ausgezeichnet.